# Greatest Hits (album de Stevie Wonder)
Pour les articles homonymes, voir Greatest Hits.
Greatest Hits est la première compilation du chanteur américain Stevie Wonder, sortie en 1968 chez Tamla Records.

## Contexte
L'album, parfois titré Stevie Wonder's Greatest Hits, sort le 25 mars 1968 chez Tamla (sous la référence (T)S-282), et retrace la carrière du chanteur américain durant la période s'étendant de 1963 à 1967.
Composé de 12 chansons (dans sa version américaine), il est produit par Henry Cosby, Clarence Paul, William Stevenson et Berry Gordy.
Il sort en version 33 tours, en cassette, mais aussi en cartouche audio.

## Critiques
William Ruhlmann de AllMusic, qui lui attribue 4 étoile sur 5, commente : "La compilation rassemble des titres éparpillés entre Fingertips et I Was Made to Love Her, et se focalise sur l'artiste. [...] Greatest Hits le présente comme une faiseur de tubes sur quatre ans et demi, même s'il n'a enregistré que deux numéros un sur cette période. [...] Cette compilation est depuis éclipsée par Looking Back, mais en tant qu'exposition des qualités du jeune Wonder, l'objet est notable".

## Liste des pistes

### États-Unis
| 1. | Uptight (Everything's Alright) | Stevie Wonder, Sylvia Moy, Henry Cosby | 2:51 |
| 2. | I'm Wondering                  | Wonder, Moy, Cosby                     | 2:52 |
| 3. | I Was Made To Love Her         | Cosby, Lula Mae Hardaway, Wonder, Moy  | 2:37 |
| 4. | Hey Love                       | Clarence Paul, Morris Broadnax, Wonder | 2:41 |
| 5. | Blowin' in the Wind            | Bob Dylan                              | 2:59 |
| 6. | A Place in the Sun             | Ron Miller, Bryan Wells                | 2:58 |

| 1. | Contract On Love               | Janie Bradford (en), Lamont Dozier, Brian Holland (en)               | 2:18 |
| 2. | Work Out Stevie, Work Out      | Cosby, Paul                                                          | 2:40 |
| 3. | Fingertips (Part 2)            | Cosby, Paul                                                          | 2:52 |
| 4. | Castles in the Sand            | Hal Davis (en), Marc Gordon (en), Frank Wilson (en), Mary M. O'Brien | 2:10 |
| 5. | Hey Harmonica Man              | Lou Josie, Marty Cooper (en)                                         | 2:35 |
| 6. | Nothing's Too Good For My Baby | Cosby, Moy, William "Mickey" Stevenson                               | 2:36 |

### Royaume-uni
En août 1968, l'album sort au Royaume-Uni dans une version augmentée de 4 titres.
L'édition anglaise (TML 11075) compte ainsi seize titres : Shoo-Be-Doo-Be-Doo-Da-Day, High Heel Sneakers, Sad Boy et Kiss Me Baby complètent la compilation, tous placés sur la face A.
| 1. | Shoo-Be-Doo-Be-Doo-Da-Day      | Wonder, Moy, Cosby                     | 2:18 |
| 2. | A Place in the Sun             | Ron Miller, Bryan Wells                | 2:58 |
| 3. | Uptight (Everything's Alright) | Stevie Wonder, Sylvia Moy, Henry Cosby | 2:51 |
| 4. | Travlin' Man                   | Ron Miller, Wells                      | 2:53 |
| 5. | High Heel Sneakers             | Robert Higginbotham                    | 2:57 |
| 6. | Sad Boy                        | Dorsey Burnette, Gerald Nelson         | 2:29 |
| 7. | Kiss Me Baby                   | Paul, Wonder                           | 2:10 |
| 8. | Work Out Stevie, Work Out      | Cosby, Paul                            | 2:40 |

| 1. | Fingertips Part 2)             | Cosby, Paul                                                          | 2:52 |
| 2. | Hey Harmonica Man              | Lou Josie, Marty Cooper (en)                                         | 2:35 |
| 3. | Contract On Love               | Janie Bradford (en), Lamont Dozier, Brian Holland (en)               | 2:18 |
| 4. | Castles in the Sand            | Hal Davis (en), Marc Gordon (en), Frank Wilson (en), Mary M. O'Brien | 2:10 |
| 5. | Nothing's Too Good For My Baby | Cosby, Moy, William "Mickey" Stevenson                               | 2:36 |
| 6. | I Was Made To Love Her         | Cosby, Lula Mae Hardaway, Wonder, Moy                                | 2:37 |
| 7. | Blowin' in the Wind            | Bob Dylan                                                            | 2:59 |
| 8. | I'm Wondering                  | Wonder, Moy, Cosby                                                   | 2:52 |

### Japon
La même année, une compilation sort au Japon, similaire à la version américaine, mais l'ordre des pistes est modifié. En sus, la chanson Hey Love y est remplacée par Travlin' Man.
| 1. | A Place in the Sun             | Miller, Wells                          | 2:58 |
| 2. | Blowin' in the Wind            | Bob Dylan                              | 2:59 |
| 3. | I Was Made To Love Her         | Cosby, Lula Mae Hardaway, Wonder, Moy  | 2:37 |
| 4. | I'm Wondering                  | Wonder, Moy, Cosby                     | 2:52 |
| 5. | Travlin' Man                   | Bryan Wells, Ron Miller                | 2:49 |
| 6. | Nothing's Too Good For My Baby | Cosby, Moy, William "Mickey" Stevenson | 2:36 |

| 1. | Uptight (Everything's Alright) | Stevie Wonder, Sylvia Moy, Henry Cosby                               | 2:51 |
| 2. | Fingertips (Part 2)            | Cosby, Paul                                                          | 2:52 |
| 3. | Castles in the Sand            | Hal Davis (en), Marc Gordon (en), Frank Wilson (en), Mary M. O'Brien | 2:10 |
| 4. | Hey Harmonica Man              | Lou Josie, Marty Cooper (en)                                         | 2:35 |
| 5. | Work Out Stevie, Work Out      | Cosby, Paul                                                          | 2:40 |
| 6. | Contract On Love               | Janie Bradford (en), Lamont Dozier, Brian Holland (en)               | 2:18 |

## Classements
| Classement (1968)                             | Meilleure position |
| --------------------------------------------- | ------------------ |
| États-Unis (Billboard 200)                    | 37                 |
| États-Unis (Billboard Top R&B/Hip-Hop Albums) | 6                  |
| Royaume-Uni (OCC)                             | 25                 |